# Lesley Ann Warren
Lesley Ann Warren, född 16 augusti 1946 i New York i New York, är en amerikansk skådespelare och sångare. Hon har tilldelats en Golden Globe Award och varit nominerad till en Oscar.
Hon debuterade 1963 på Broadway i musikalen 110 in the Shade.
I sitt första gifte har hon sonen skådespelaren Christopher Peters.

## Filmografi i urval
- 1967 – The Happiest Millionaire
- 1970–1971 – På farligt uppdrag (TV-serie) (23 avsnitt)
- 1976 – Pang i bygget
- 1981 – Jakten på Yankee Zephyr
- 1982 – Victor/Victoria
- 1983 – A Night in Heaven
- 1984 – Välj mig
- 1985 – Clue
- 1987 – En tjej i stöten
- 1988 – Cop
- 1988 – Baja Oklahoma
- 1989 – Tre sängar för en ungkarl
- 1991 – Det våras för slummen
- 1992 – Pure Country
- 1994 – Color of Night
- 1997 – Going All the Way
- 1999 – The Limey
- 1999 – Killing Mrs. Tingle (ej krediterad)
- 1999 – Twin Falls Idaho
- 2000 – Trixie
- 2001 – Välkommen till livet
- 2001 – The Quickie
- 2001–2006 – Will & Grace (TV-serie) (fyra avsnitt)
- 2002 – Secretary
- 2005 – Deepwater
- 2005 – When Do We Eat?
- 2005–2011 – Desperate Housewives (TV-serie) (sju avsnitt)
- 2006 – 10th & Wolf
- 2008–2012 – In Plain Sight (TV-serie) (28 avsnitt)
- 2010 – Peep World
- 2010 – A Little Help
- 2013 – Jobs
- 2015 – I Am Michael

## Utmärkelser
Lesley Ann Warren Oscarsnominerades 1983 i kategorin bästa kvinnliga biroll för sin insats i Victor/Victoria. Hon har nominerats en gång till Emmy Award och fem gånger till Golden Globe Award som hon vann 1978 i kategorin bästa TV-skådespelerska, drama för sin insats i Harold Robbins' 79 Park Avenue.